# گورگبری
گورگبری مربوط به دوره اشکانیان است و در شهرستان مشگین‌شهر، بخش مرادلو، دهستان ارشق غربی، روستای قشلاق قاراکسک واقع شده و این اثر در تاریخ ۲۶ اسفند ۱۳۸۷ با شمارهٔ ثبت ۲۵۷۸۵ به‌عنوان یکی از آثار ملی ایران به ثبت رسیده است.